# Jaskinia w Tarnicy
Jaskinia w Tarnicy (Jaskinia pod Szczytem Tarnicy) – jaskinia w polskich Bieszczadach. Wejście do niej znajduje się kilkanaście metrów od szczytu Tarnicy, przy żółtym szlaku turystycznym prowadzącym z Przełęczy pod Tarnicą na Tarnicę, na wysokości 1340 m n.p.m. Długość jaskini wynosi 16 metrów, a jej deniwelacja 6 metrów.

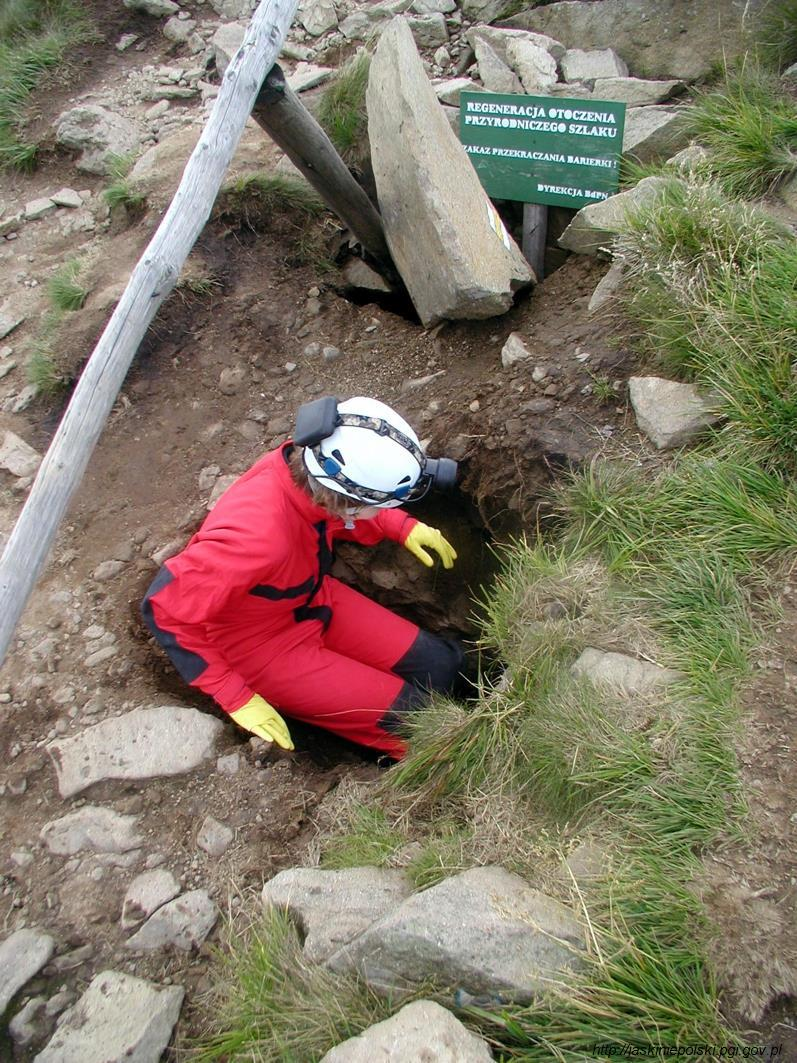
Otwór jaskini

## Opis jaskini
Jaskinia zaczyna się studzienką (2,5-metrów głębokości) dochodzącą do wąskiego korytarza. Na północny zachód korytarz prowadzi stromo w dół, zakręca i kończy się szczeliną nie do przejścia. Na południe natomiast dochodzi do niewielkiego prożka i studzienki, za którymi zwęża się i również kończy szczeliną nie do przejścia. Ze studzienki odchodzi 2-metrowa, ciasna szczelina.

## Przyroda
Jaskinia jest typu rozpadlinowego. Flory i fauny nie badano.

## Historia odkryć
Otwór studzienki utworzył się w sposób naturalny w marcu 2003 roku. Znajdował się tuż przy szlaku, dlatego w 2008 roku służby Bieszczadzkiego Parku Narodowego zasypały go ze względu na bezpieczeństwo turystów. Opis i plan jaskini sporządzili T. Mleczek i R. Tęczar ze Speleoklubu Beskidzkiego w lipcu 2003 roku.

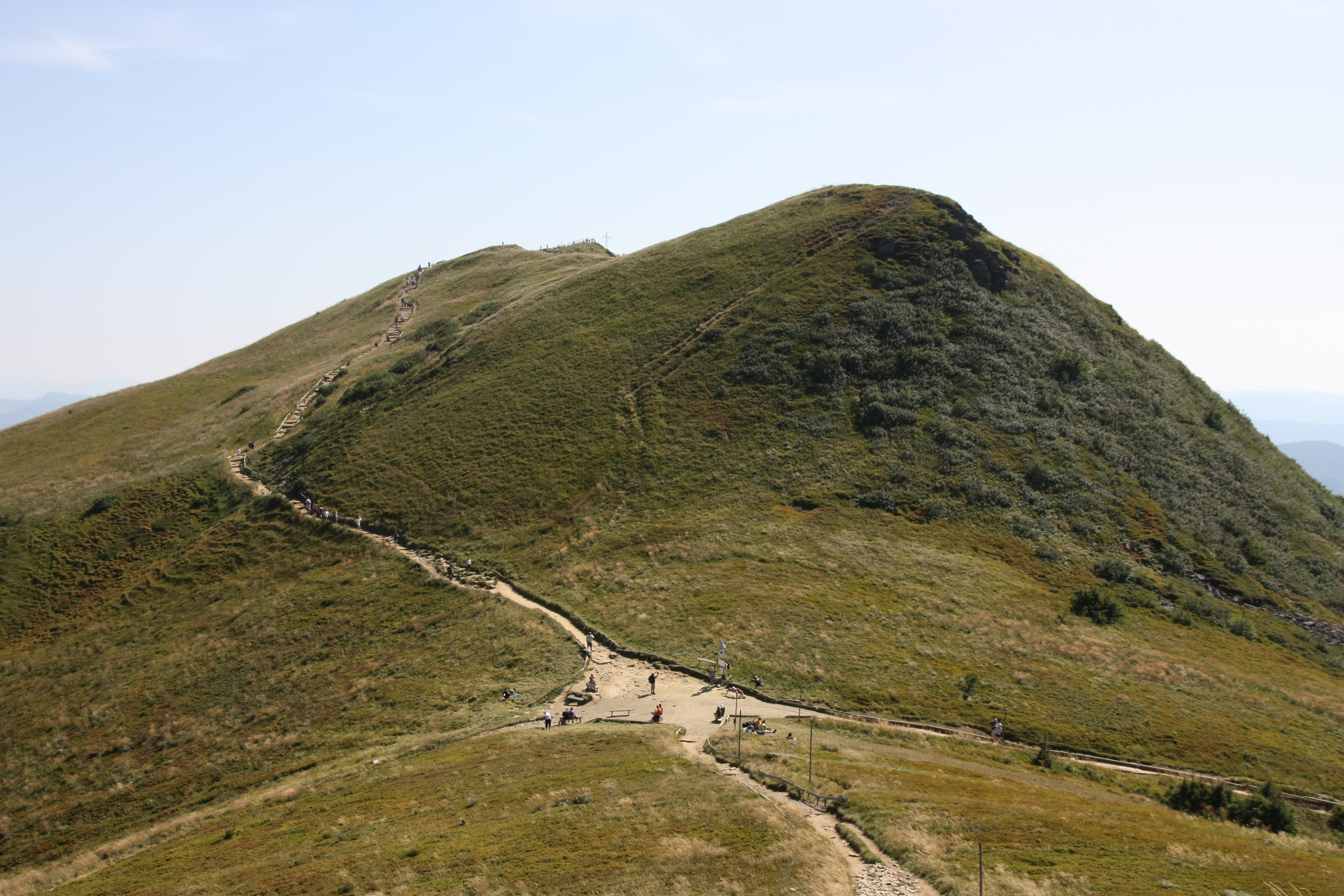
Przełęcz pod Tarnicą i Tarnica